# Nuxeo
Nuxeo es un sistema de administración de contenidos libre, basado en estándares abiertos y de escala empresarial para Windows y sistemas operativos similares a Unix. Está diseñado para usuarios que requieren un alto grado de modularidad y rendimiento escalable. Nuxeo está desarrollado en Java.

## Uso
Nuxeo es utilizado como Software de gestión documental para documentos, páginas web, registros, imágenes y desarrollo colaborativo de contenido. 

## Características
- Gestión de documentos
- Gestión de contenido web
- Versionado a nivel de repositorio
- Gestión de registros
- Gestión de imágenes
- Publicación integrada
- Flujo de trabajo basado en jBPM
- Búsquedas implementadas con el motor Lucene
- Servidores descentralizados
- Soporte de varios idiomas
- Empaquetamiento de aplicación portable
- Soporte multiplataforma (Windows, Linux, Solaris, Mac OS)
- Interfaz gráfica basada en navegadores de Internet
- Integración de escritorio con Microsoft Office y OpenOffice.Org
- Soporte de clustering

## Reconocimientos
- 2007
  - Red Herring 100 Europe Winner.[1]
  - Jax Innovation Awards Nominee.[2]